# 水晶山 (鹿角市)
水晶山（すいしょうざん）は、秋田県鹿角市にある山である。

## 概要
標高548.7m。鹿角市の北西部、銅山川（米代川支流）の上流域にある。
この山の頂上から鹿角の郷の約半分（北側）の区域が見渡せるため、頂上付近にはテレビやラジオの中継施設（後述）がある。また、頂上付近には水晶山神社が鎮座している。
山麓に水晶山スキー場が設置されており、スキーシーズン以外にはゴルフの練習場としても利用されている。
山内には林道が設置されている。

## 花輪中継局
山頂付近に、アナログテレビ放送・デジタルテレビ放送およびFMラジオ放送の中継局が設置されている。
※詳細は、花輪中継局を参照。